# Mi mensaje

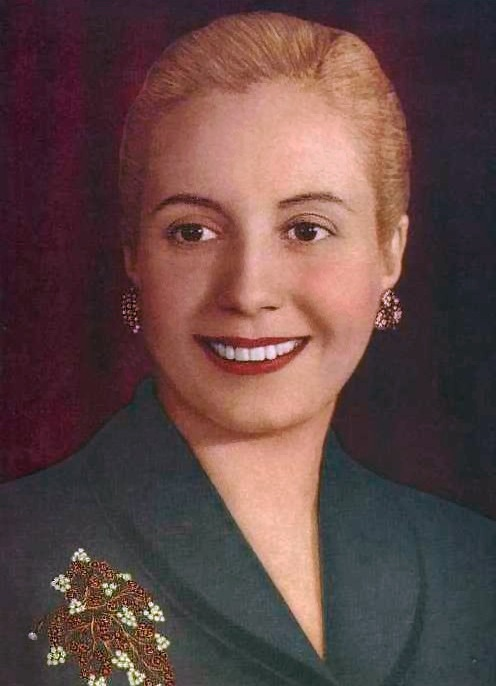
Evita Perón (1919-1952), la autora del libro.

Mi mensaje es el último libro de la por entonces primera dama de la Argentina, Evita Perón (1919‑1952).
Debido a que padecía un ya muy avanzado cáncer de útero, Evita tuvo que dictarlo.
El libro fue terminado unos días antes de su fallecimiento (el  y se leyó un fragmento durante un acto en Plaza de Mayo, dos meses y medio después de su muerte.

## Descripción
Es una continuación de La razón de mi vida y cuenta con 79 páginas divididas en 30 capítulos. Se lo describe como el texto más encendido de la autora.

## Juicio
A pesar del último deseo de Eva Perón, el libro nunca fue publicado y recién apareció en 1987 en el diario La Nación. Sus hermanas sostuvieron entonces que se trataba de un texto apócrifo, e iniciaron un juicio que duró 10 años y finalizó en 2006, estableciendo que se trata de un texto auténtico.